# Рекомендована добова норма споживання
Рекомендована добова норма споживання — усереднена, розрахункова кількість споживання в їжу різних речовин живою істотою на добу, необхідне для підтримки нормального (здорового) стану організму. Рідше термін може вживатися для вказівки норм споживання нехарчових речовин, наприклад, води і повітря. Термін використовується в медицині (дієтології), валеології, ветеринарії.
Як періоду використовують добу, так як більшість речовин рекомендується вживати регулярно і безперервно. Добове споживання — це гарантія безперервного отримання організмом необхідних речовин. Але деякі речовини допускається вживати з більшою періодичністю, роблячи перерви.
У харчовій промисловості для вказівки норм споживання харчових продуктів, а не окремих речовин, використовується термін «адекватна денна норма споживання» або просто «норма споживання».